# I Know UR Girlfriend Hates Me
Singles de Annie
The Crush
(2006) My love is better
(2008)
I Know UR Girlfriend Hates Me est une chanson de la chanteuse Pop norvégienne Annie. C'est le premier extrait de son album Don't Stop, et il est commercialisé le 14 juillet 2008 au Royaume-Uni.

## Critiques
I Know UR Girlfriend Hates Me a reçu de bonnes critiques des experts de la musique Pop. Marc Hogan décrit la chanson comme étant un "Ondomania électro-Pop" et le compare à ce que peut faire le groupe de Dance anglais Saint Etienne. Cam Lindsay du site Exclaim dit de la chanson qu'elle est une "brillante tranche de Pop" avec des paroles "délicieuses".

## Clip vidéo
Le clip de I Know UR Girlfriend Hates Me a été réalisé par Sarah Chatfield. Cette vidéo met en scène Annie chantant en studio devant des fonds de diverses couleurs. Le clip débute sur Annie qui porte une robe noir chantant dans un micro à pied entourée de plusieurs danseuses qui œuvrent derrière elle. Ensuite, elle apparaît portant des robes rose, pourpre, bleue et jaune, chantant devant des fonds aux couleurs assorties.

## Format et liste des pistes
12" vinyl PROMO

(ANNIE12PRO1; Sorti 7 juillet 2008 au Royaume-Uni)
1. "I Know UR Girlfriend Hates Me" [Original]
2. "I Know UR Girlfriend Hates Me" [Feel The Moog Remix]
3. "I Know UR Girlfriend Hates Me" [Get Shakes Remix]
4. "I Know UR Girlfriend Hates Me" [FDZ Remix]

Remixes CDr PROMO

(ANNIECDPRO2; Sorti 7 juillet 2008 au Royaume-Uni)
1. "I Know UR Girlfriend Hates Me" [Original] – 3:11
2. "I Know UR Girlfriend Hates Me" [Get Shakes Remix] – 5:46
3. "I Know UR Girlfriend Hates Me" [Section Remix] – 5:31
4. "I Know UR Girlfriend Hates Me" [FDZ Remix] – 4:11
5. "I Know UR Girlfriend Hates Me" [Timo Remix] – 6:31

CDr PROMO

(ANNIECDPRO3; Sorti 14 juillet 2008 au Royaume-Uni)
1. "I Know UR Girlfriend Hates Me" [Original]
2. "I Know UR Girlfriend Hates Me" [Get Shakes Remix]
3. "I Know UR Girlfriend Hates Me" [Section Remix]
4. "I Know UR Girlfriend Hates Me" [FDZ Remix]
5. "I Know UR Girlfriend Hates Me" [Timo Remix]
6. "I Know UR Girlfriend Hates Me" [Soulseekerz Dirty Vocal]
7. "I Know UR Girlfriend Hates Me" [Soulseekerz Club Mix]
8. "I Know UR Girlfriend Hates Me" [Soulseekerz Radio Edit]

Téléchargement légal

(Sorti 27 juin 2008 au Royaume-Uni)
1. "I Know UR Girlfriend Hates Me" – 3:09

B-side bundle

(Sorti 13 juillet 2008 au Royaume-Uni)
1. "I Know UR Girlfriend Hates Me" – 3:09
2. "Danny, Danny" – 3:03

Remixes téléchargement légal

(Sorti 13 juillet 2008 au Royaume-Uni)
1. "I Know UR Girlfriend Hates Me" [Feel the Moog Remix] – 4:44
2. "I Know UR Girlfriend Hates Me" [Get Shakes Remix] – 5:47
3. "I Know UR Girlfriend Hates Me" [Deadly Weapons Remix] – 5:30
4. "I Know UR Girlfriend Hates Me" [Feadz Remix] – 4:10
5. "I Know UR Girlfriend Hates Me" [Timo Remix] – 6:31
6. "I Know UR Girlfriend Hates Me" [Soul Seekerz Club Mix] – 8:39
7. "I Know UR Girlfriend Hates Me" [Soul Seekerz Radio Edit] – 3:16

E-single

(Sorti 13 juillet 2008 au Royaume-Uni)
1. "I Know UR Girlfriend Hates Me" – 3:09
2. "I Know UR Girlfriend Hates Me" [Feel the Moog Remix] – 4:44
3. "I Know UR Girlfriend Hates Me" [Get Shakes Remix] – 5:47
4. "I Know UR Girlfriend Hates Me" [Deadly Weapons Remix] – 5:30
5. "I Know UR Girlfriend Hates Me" [Feadz Remix] – 4:10
6. "I Know UR Girlfriend Hates Me" [Timo Remix] – 6:31
7. "I Know UR Girlfriend Hates Me" [Soul Seekerz Club Mix] – 8:39
8. "I Know UR Girlfriend Hates Me" [Soul Seekerz Radio Edit] – 3:16

7" vinyl single

(1779587; Sorti 14 juillet 2008 au Royaume-Uni ; édition limitée)
1. "I Know UR Girlfriend Hates Me" – 3:09
2. "Danny, Danny" – 3:03

CD single

(1779586; Sorti 14 juillet 2008 au Royaume-Uni)
1. "I Know UR Girlfriend Hates Me" – 3:09
2. "I Know UR Girlfriend Hates Me" [Feel the Moog Remix] – 4:44
3. "I Know UR Girlfriend Hates Me" [Get Shakes Remix] – 5:47
4. "I Know UR Girlfriend Hates Me" [Deadly Weapons Remix] – 5:30
5. "I Know UR Girlfriend Hates Me" [Feadz Remix] – 4:10
6. "I Know UR Girlfriend Hates Me" [Timo Remix] – 6:31
7. "I Know UR Girlfriend Hates Me" [Soul Seekerz Club Mix] – 8:39
8. "I Know UR Girlfriend Hates Me" [Clip vidéo]

## Classement des ventes
| Pays        | Meilleure position |
| ----------- | ------------------ |
| Royaume-Uni | 54                 |